# Ricardo Campello
Ricardo Campello (* 16. Juli 1985 in Rio de Janeiro) ist ein venezolanischer Windsurfer brasilianischer Herkunft. Bereits mit 18 Jahren wurde er Weltmeister im Freestyle und dominierte diese Disziplin in den folgenden Jahren. Er wurde zwei weitere Male Freestyle-Weltmeister (2004 und 2005) und erfand über 30 neue Moves. Später wechselte er in die Disziplin Wave und wurde im Laufe der Zeit einer der besten und einflussreichsten Fahrer. Er wurde viermal Vizeweltmeister (2010, 2011, 2018, 2023) und war der erste, der den Dreifachloop versuchte.

## Biografie
Campello wuchs in Rio de Janeiro auf und begann dort zunächst mit dem Surfen an dem Strand wo bereits Wettbewerbe der World Surf League stattfanden. 1988 zog er mit seiner Mutter und seinem Stiefvater nach Isla Margarita (Venezuela), wo er mit dem Windsurfen begann. Der dortige Windsurf Spot El Yaque gilt als Mekka des Freestyles. Von hier stammen auch der mehrmalige Freestyle Weltmeister Gollito Estredo und die (ehemaligen) World-Cup-Fahrer Diony Guadagnino und Douglas Diaz, sowie die ehemalige Freestyle Weltmeisterin Colette Guadagnino. Durch diese Einflüsse nahm er bereits drei Jahre später am Windsurf World Cup teil und konnte sich bereits in seiner ersten Saison unter den besten zehn Fahrern des Freestyles klassieren. Während dieser Saison erhielt er seinen ersten Profivertrag von JP Australia. Schnell galt er als „Wunderkind“ und wurde 2002 Vizeweltmeister und in den folgenden drei Jahren Weltmeister.
Trotz seiner großen Überlegenheit im Freestyle konzentrierte er sich fortan auf das Waveriding. In der Saison 2008 erreichte er erstmals die Top 10 und 2010 wurde er Vizeweltmeister hinter Víctor Fernández López. Diesen Erfolg konnte er 2011 wiederholen. Trotz zwei weitere Top-5-Platzierungen in den kommenden zwei Jahren trennte sich sein Brettsponsor JP Australia und sein Segelsponsor Neil Pryde nach 14-jähriger Zusammenarbeit Anfang 2014 von ihm. So wurde er fortan Fahrer für die Brettmarke Patrik und die Segelmarke Point-7. Campello entwickelte gemeinsam mit Patrik ein eigenes Wavebrett, das campello wave. In der Saison 2014 konnte er sich wieder unter den besten drei des World Cups klassieren. 2017 gab er die Trennung von seinem Brettsponsor Patrik bekannt und fuhr eine Saison ohne Sponsor. Im kommenden Jahr unterschrieb er wieder einen Sponsorenvertrag bei Brunotti. Seinem Ziel, Wave-Weltmeister zu werden, kam er in der Saison 2018 ganz nah. Beim Windsurf World Cup Sylt sah es zunächst danach aus, jedoch verlor er das Super-Finale gegen Thomas Traversa und wurde somit knapp hinter Víctor Fernández López Vizeweltmeister. Für die Saison 2020 hat Campello beim Segel- und Boardhersteller Naish unterschrieben. Der Sponsorenvertrag wurde 2024 nicht verlängert.
Campello gilt zwar als zwar freundlicher Fahrer, so lädt er alle Fahrer zu seinem Geburtstag ein, welchen er oftmals während des PWA-Events in Pozo Izquierdo feiert, ist jedoch auch ein sehr emotionaler Sportler. Er ist der Fahrer, welcher am öftesten von der PWA aufgrund von Regelverletzungen bestraft wurde und er sagt über sich selber, er sei „kein guter Verlierer“.
Campello wohnt weiterhin auf Isla Margarita, wenngleich seine Lieblingsspots Ponta Preta do Sul bei Santa Maria (Kap Verde) und auf Jawa Barat (Indonesien) liegen. Sein Lieblingsmove ist der Cutback.

## Erfolge

### World-Cup-Wertungen

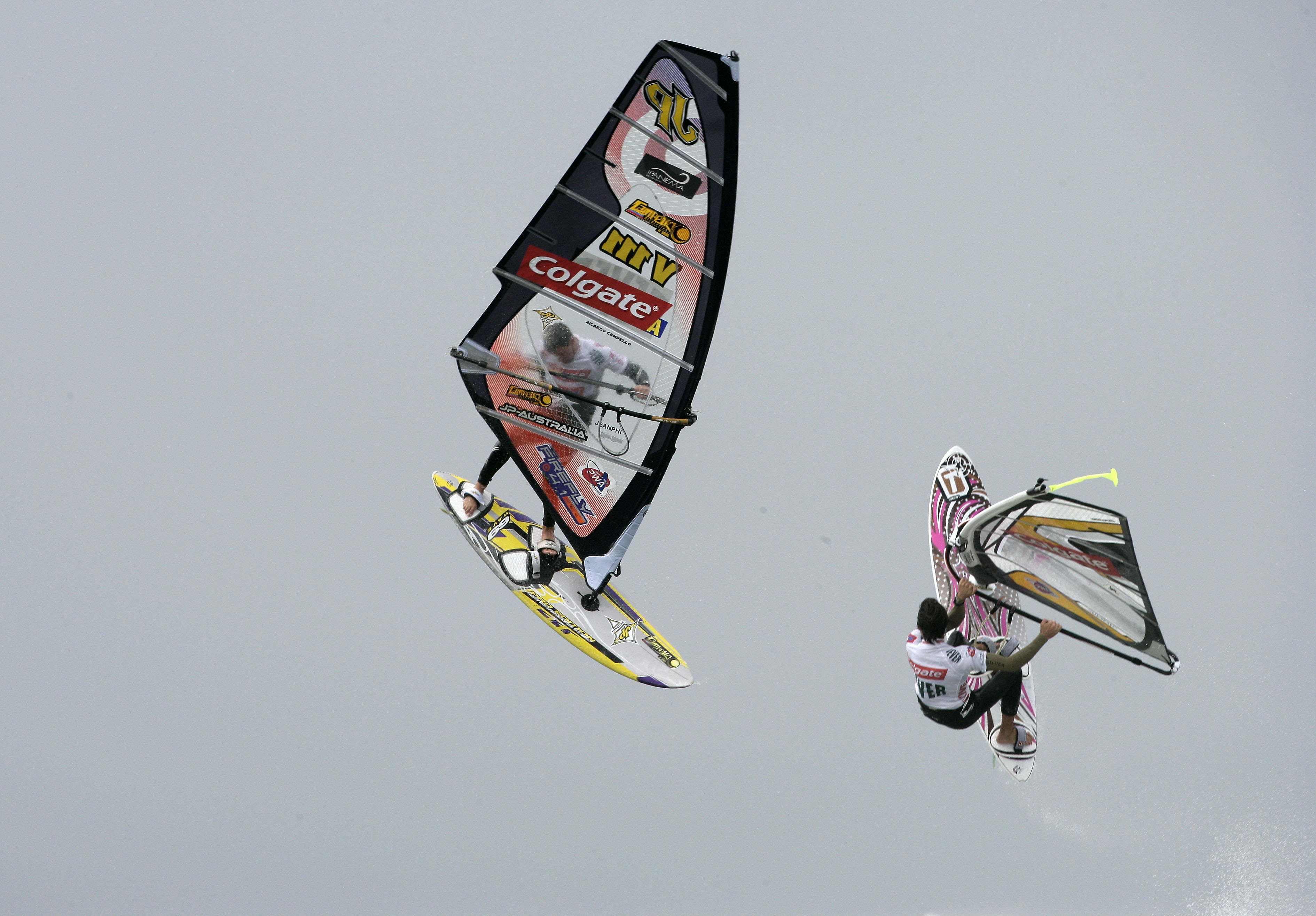
Ricardo Campello (links) beim Windsurf World Cup Sylt 2009

| Saison | Wave  | Wave   | Freestyle | Freestyle | Super-X | Super-X |
| Saison | Platz | Punkte | Platz     | Punkte    | Platz   | Punkte  |
| ------ | ----- | ------ | --------- | --------- | ------- | ------- |
| 2001   | –     | –      | 9.        | 5311      | –       | –       |
| 2002   | –     | –      | 2.        | 6135      | –       | –       |
| 2003   | –     | –      | 1.        | 6152      | 4.      | 2001    |
| 2004   | –     | –      | 1.        | 6234      | ?       | ?       |
| 2005   | ?     | 2034   | 1.        | 4068      | ?       | ?       |
| 2006   | 12.   | 4750   | 6.        | 1935      | –       | –       |
| 2007   | 22.   | 5960   | 4.        | 5970      | –       | –       |
| 2008   | 9.    | 5047   | 6.        | 5987      | –       | –       |
| 2009   | 7.    | 5311   | –         | –         | –       | –       |
| 2010   | 2.    | 4068   | 55.       | 154       | –       | –       |
| 2011   | 2.    | 6003   | –         | –         | –       | –       |
| 2012   | 4.    | 6003   | –         | –         | –       | –       |
| 2013   | 5.    | 5476   | 31.       | 1787      | –       | –       |
| 2014   | 3.    | 8021   | 35.       | 1721      | –       | –       |
| 2015   | 5.    | 5789   | –         | –         | –       | –       |
| 2016   | 13.   | 4866   | 50.       | 830       | –       | –       |
| 2017   | 8.    | 2780   | 44.       | 620       | –       | –       |
| 2018   | 2.    | 23.035 | 33.       | 6.400     | –       | –       |
| 2019   | 3.    | 26.646 | –         | –         | –       | –       |
| 2022   | 5.    | 17.308 | –         | –         | –       | –       |
| 2023   | 2.    | 26.593 | –         | –         | –       | –       |

### World-Cup-Siege
Campello errang bisher elf World-Cup-Siege.
| Datum                            | Ort            | Land                   | Disziplin |
| -------------------------------- | -------------- | ---------------------- | --------- |
| 26. Juli bis 30. Juli 2002       | Costa Calma    | Spanien                | Freestyle |
| 30. April bis 4. Mai 2003        | Agüimes        | Spanien                | Wave      |
| 26. Juni bis 3. Juli 2003        | Pozo Izquierdo | Spanien                | Freestyle |
| 2. Dezember bis 9. Dezember 2003 | Kralendijk     | Bonaire                | Freestyle |
| 7. Juli bis 15. Juli 2004        | Costa Teguise  | Spanien                | Freestyle |
| 17. Juli bis 25. Juli 2004       | Costa Calma    | Spanien                | Freestyle |
| 10. Januar bis 16. Januar 2005   | London         | Vereinigtes Königreich | Indoor    |
| 28. Juni bis 6. Juli 2005        | Costa Calma    | Spanien                | Freestyle |
| 12. Januar bis 15. Januar 2006   | London         | Vereinigtes Königreich | Indoor    |
| 18. Oktober bis 26. Oktober 2014 | Plomeur        | Frankreich             | Wave      |
| 14. Juli bis 20. Juli 2019       | Pozo Izquierdo | Spanien                | Wave      |

### Weitere Erfolge
- KING OF THE HUTS (Aruba) 1999 - 1. Freestyle Juniorenwertung[3]
- KING OF EL YAQUE (Isla Margarita) 1999 - 1. Freestyle
- KING OF THE HUTS (Aruba) 2000 - 1. Freestyle Juniorenwertung
- Margarita Hi-winds (Isla Margarita) 2000 - 1. Freestyle
- Margarita Hi-winds (Isla Margarita) 2001 - 1. Freestyle
- Prince of the Lake (Gardasee) 2001
- Ceara Wind (Jericoacoara) 2002 - 1. Platz